# Nittedal (stacja kolejowa)
Nittedal – stacja kolejowa w Nittedal, w regionie Oslo w Norwegii, jest oddalona od Oslo Sentralstasjon o 24,26 km. Jest położona na wysokości 235,8 m n.p.m.

## Ruch pasażerski
Leży na linii Gjøvikbanen. Jest elementem  kolei aglomeracyjnej w Oslo - w systemie SKM ma numer  300.  Obsługuje Oslo Sentralstasjon, Gjøvik. Pociągi odjeżdżają w obu kierunkach co pół godziny; Nie wszystkie pociągi zatrzymują się na każdej stacji. 

## Obsługa pasażerów
Wiata, poczekalnia, automat biletowy, parking na 70 miejsc, parking rowerowy, kawiarnia, autobus, ułatwienia dla niepełnosprawnych, postój taksówek.. Odprawa podróżnych odbywa się w pociągu.